# Neuötting
Neuötting település Németországban, azon belül Bajorországban. Lakosainak száma 9062 fő (2023. december 31.).

## Népesség
A település népessége az elmúlt években az alábbi módon változott:
| Lakosok száma | 2387 | 5586 | 7972 | 7570 | 8424 | 8471 | 8601 | 8803 | 8817 | 9062 |
|               | 1875 | 1950 | 1975 | 1987 | 2012 | 2014 | 2016 | 2017 | 2021 | 2023 |

## Fekvése
Altötting északi szomszédjában fekvő település.

## Története

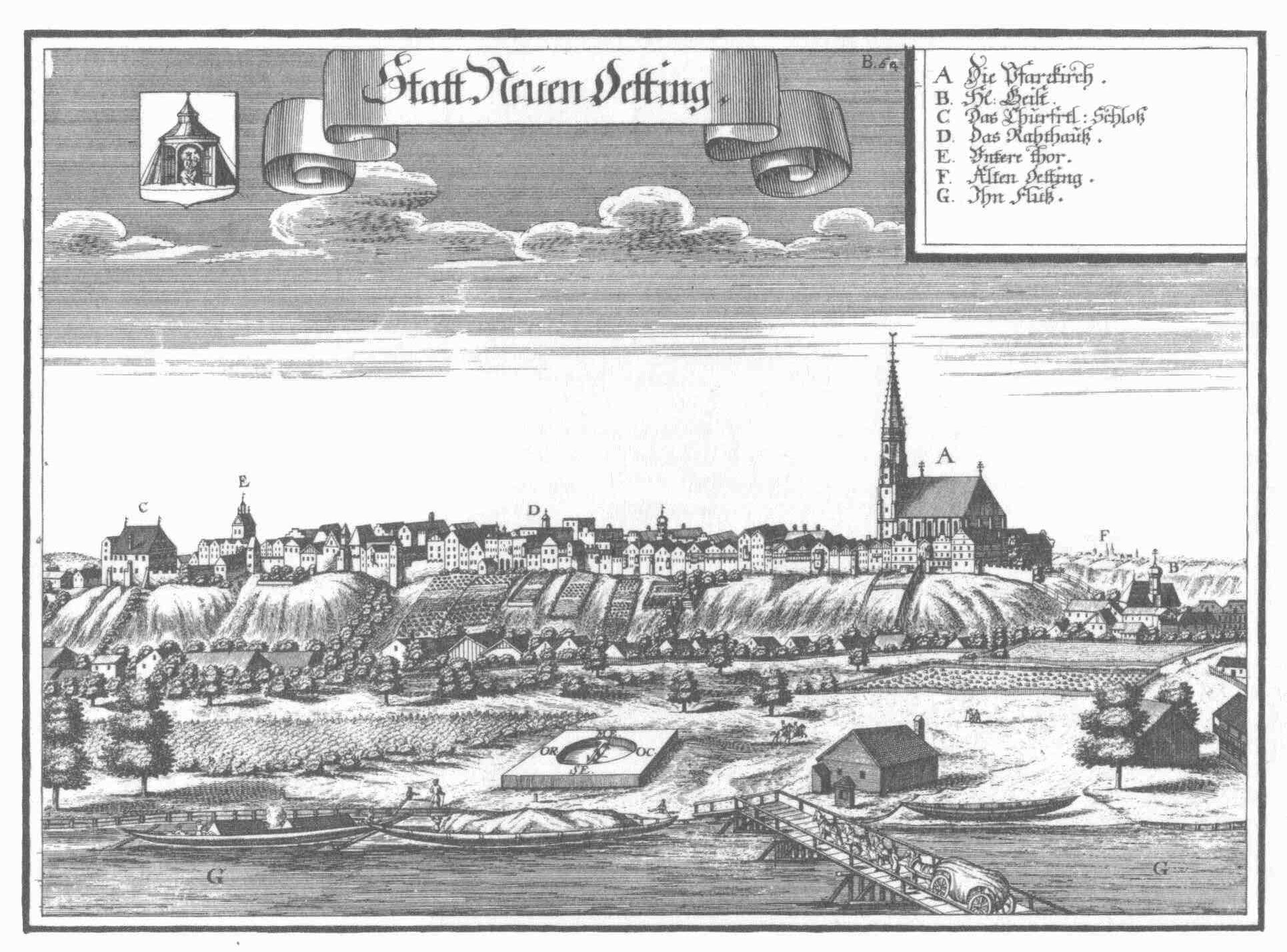
Neuötting egy régi metszeten

Neuötting máig megőrizte középkorias jellegét. Két gótikus városkapuja a Burghauser Tor és a Pfennigturm. Érdekes még a 15. századból fennmaradt útvámház és a Szt. Miklós plébániatemploma is, melyet 1410-ben kezdtek égetett téglából építeni, és e munka több mint kétszáz évig tartott Hans Stetmaier eredeti tervei szerint.

## Galéria

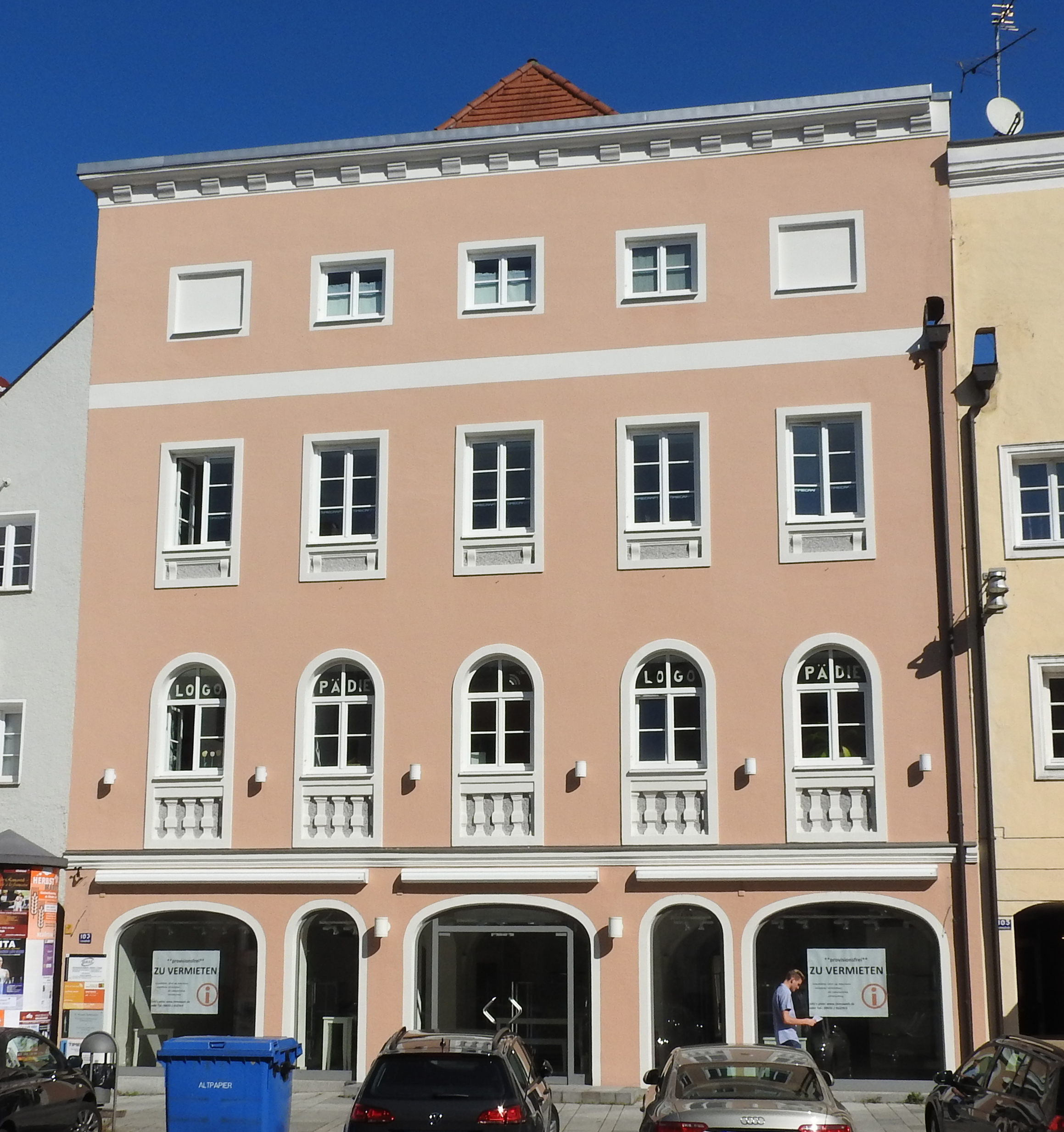
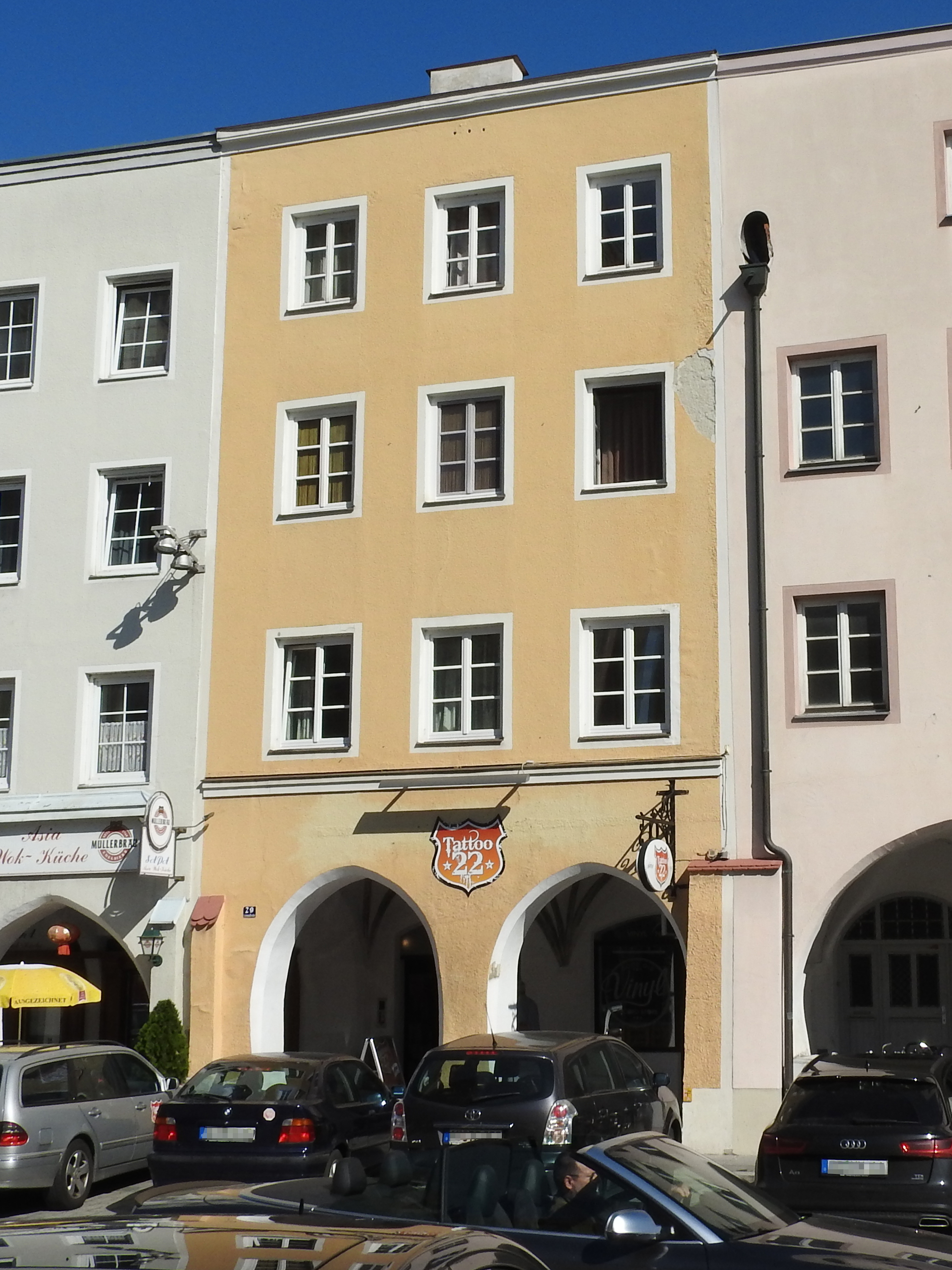
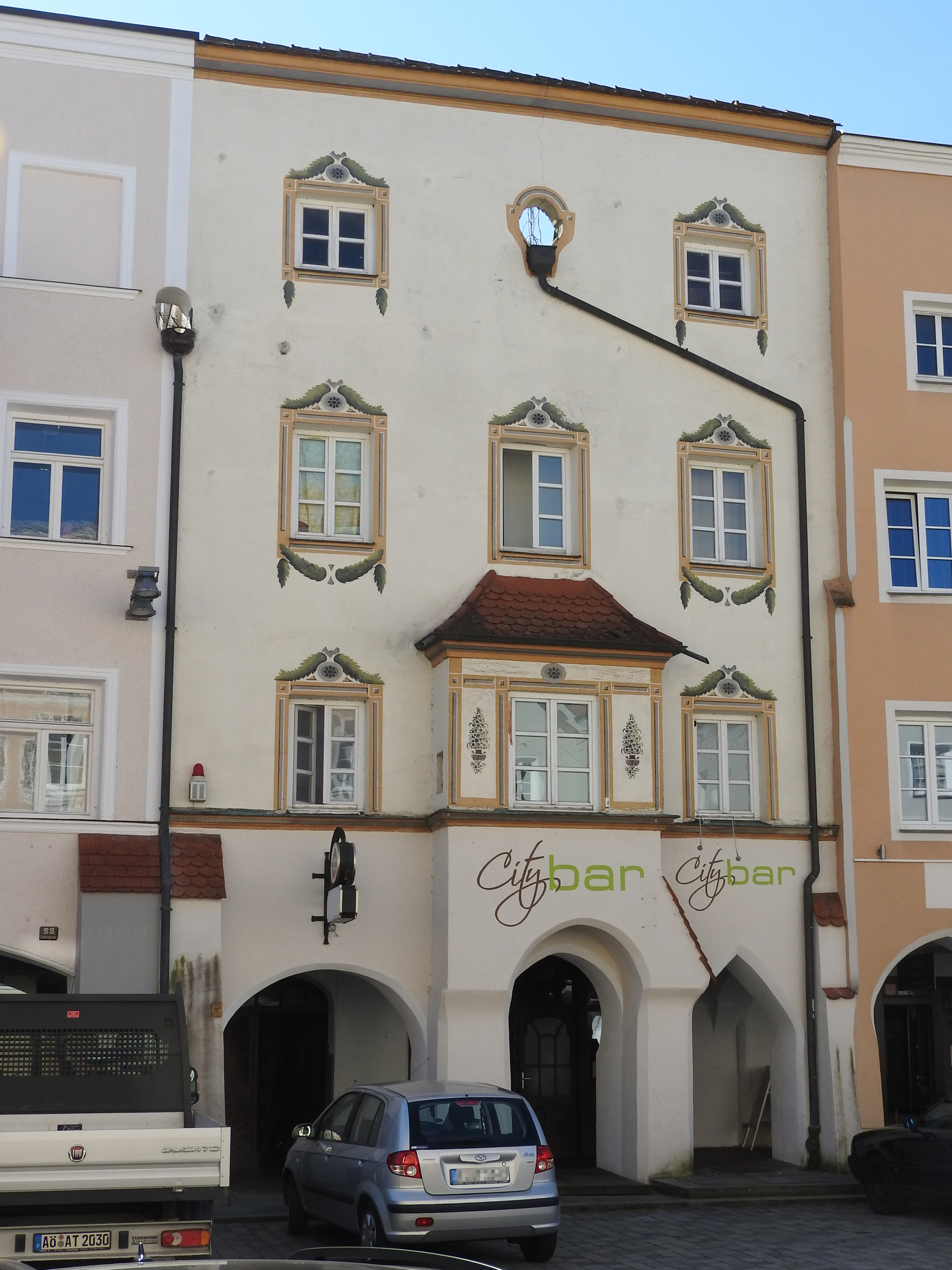
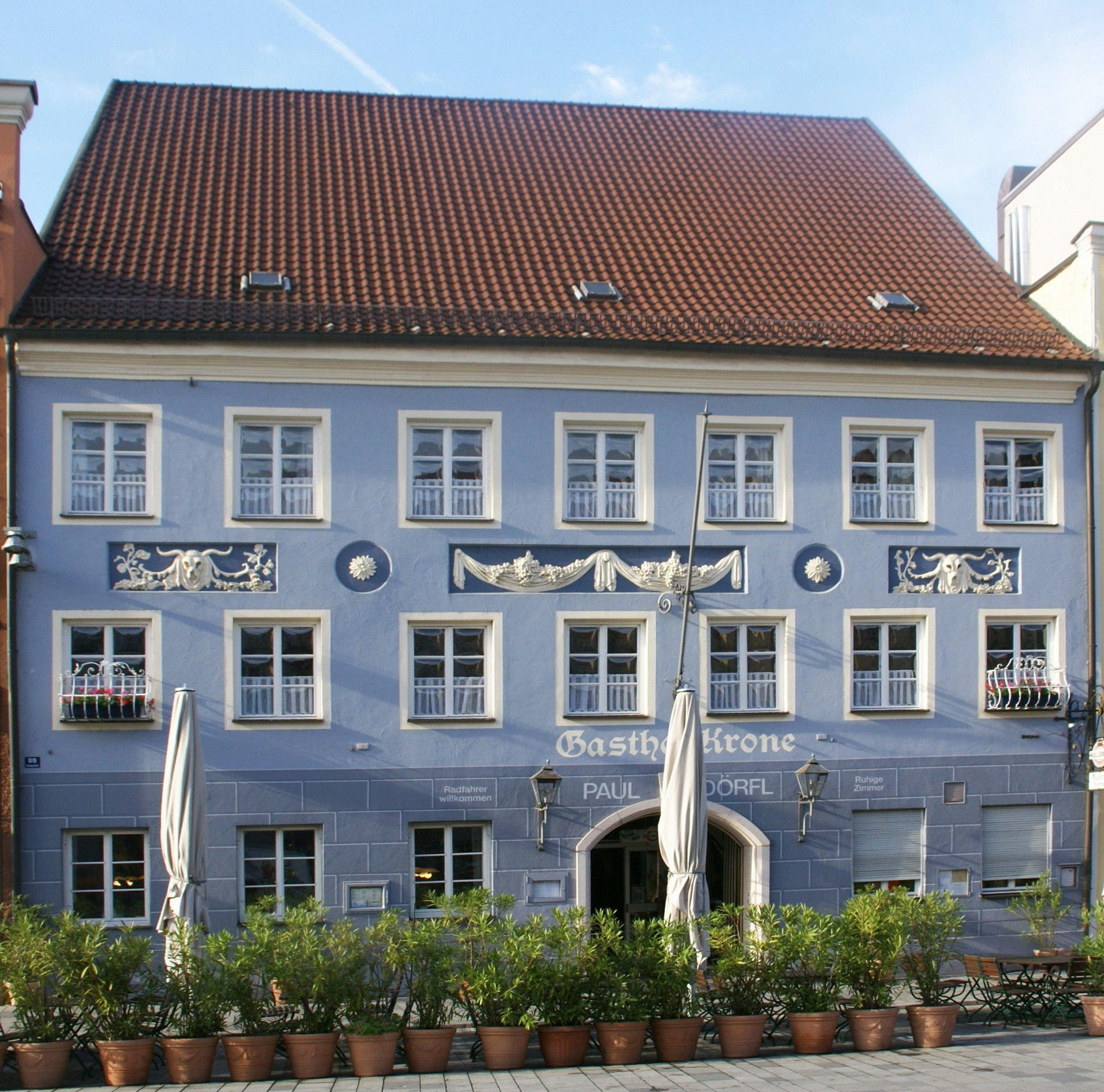
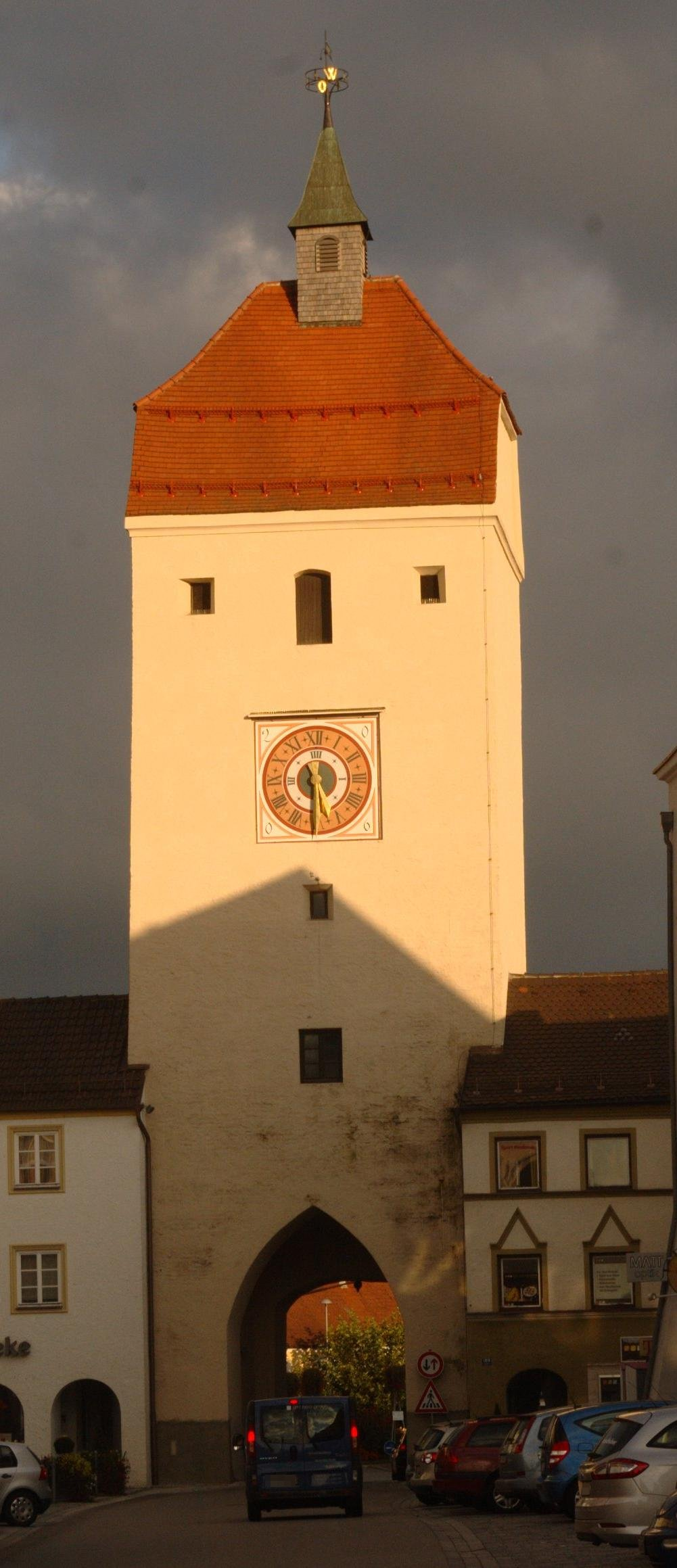
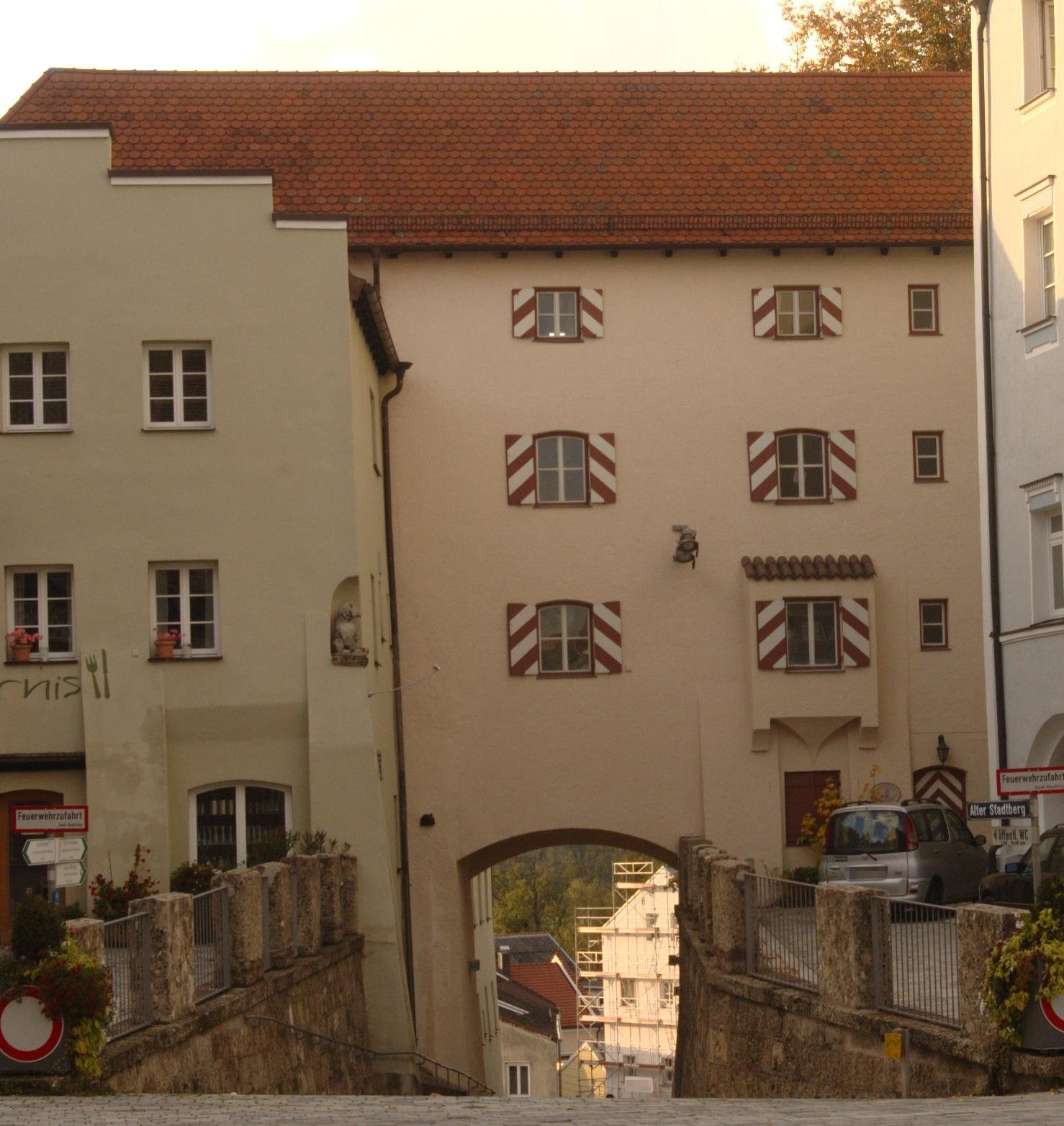